# Hoa hậu Thế giới Argentina
Hoa hậu Thế giới Argentina (tiếng Tây Ban Nha Belleza Argentina,Miss Mundo Argentina) là một cuộc thi sắc đẹp tại Argentina được tổ chức lần đầu tiên vào năm 2003.Người chiến thắng của cuộc thi giành quyền đại diện cho Argentina tham dự cuộc thi Hoa hậu Thế giới.

## Các đại diện
Chú giải màu sắc
- Hoa hậu
- Á hậu
- Ended as one of the finalists or semi-finalists

Trước năm 2003 Á hậu 1 cuộc thi Hoa hậu Argentinađại diện nước nhà tham dự Hoa hậu Thế giới.Kể từ năm 2003,Uỷ ban của cuộc thi Hoa hậu Argentina đã tạo nên một cuộc thi mới mang tên Hoa hậu Thế giới Argentina hay Belleza Argentina để tìm đại diện tham dự cuộc thi Hoa hậu Thế giới và Hoa hậu Quốc tế

### Hoa hậu Thế giới Argentina
| Year | Miss Argentina                | Notes                 |
| 1959 | Amalia Yolanda Scuffi         | Top 15                |
| 1960 | Norma Gladys Cappagli         | Hoa hậu Thế giới 1960 |
| 1961 | Susana Julia Pardal           | Top 15                |
| 1962 | Maria Amalia Ramírez          | Top 15                |
| 1963 | Diana Sarti                   | Unplaced              |
| 1964 | Ana Maria Soria               | 1st Runner up         |
| 1965 | Lidia Alcira Diaz             | Unplaced              |
| 1966 | Graciela Guardone             | Top 15                |
| 1967 | Maria del Carmen Sabaliuskas  | 1st Runner up         |
| 1968 | Viviana Roldan                | Top 15                |
| 1969 | Graciela Marino               | Unplaced              |
| 1970 | Patricia Maria Charré Salazar | Unplaced              |
| 1971 | Alicia Beatriz Daneri         | Unplaced              |
| 1972 | Olga Edith Cognini Ferrer     | Unplaced              |
| 1973 | Beatriz Callejón              | Unplaced              |
| 1974 | Sara Barberi                  | Unplaced              |
| 1975 | Lilian Noemí De Asti          | Unplaced              |
| 1976 | Adriana Laura Salguiero       | Top 15                |
| 1977 | Susana Beatriz Stéfano        | Unplaced              |
| 1978 | Silvana Suárez                | Hoa hậu Thế giới 1978 |
| 1979 | Veronica Ivonne Gargani       | Unplaced              |
| 1980 | Elsa Cecilia Galotti          | Unplaced              |
| 1981 | Ana Helen Natali              | Top 15                |
| 1987 | Caterina Ciscato              | Top 6                 |
| 1988 | Gabriela Karina Madeira       | Unplaced              |
| 1989 | Patricia Weidenhofer          | Unplaced              |
| 1990 | Romina Rosales                | Unplaced              |
| 1991 | Marcela Noemi Chazarreta      | Unplaced              |
| 1992 | Claudia Andrea Bertona        | Unplaced              |
| 1993 | Viviana Carcereri             | Unplaced              |
| 1994 | Miriam Elizabeth Nahon        | Unplaced              |
| 1995 | María Lorena Jensen           | Unplaced              |
| 1996 | Fernanda Fernández Ramírez    | Unplaced              |
| 1997 | Natalia Pombo                 | Unplaced              |
| 1998 | Natalia Elisa González        | Unplaced              |
| 1999 | Veronica Denise Barrionuevo   | Unplaced              |
| 2000 | Daniela Stucan                | Unplaced              |
| 2001 | Virginia di Salvo             | Unplaced              |
| 2002 | Tamara Henriksen              | Unplaced              |
| 2003 | Grisel Hitoff                 | Unplaced              |
| 2004 | Veronica Estarriaga           | Unplaced              |
| 2005 | Emilia Iannetta               | Unplaced              |
| 2006 | Beatriz Vallejos              | Unplaced              |
| 2007 | Alejandra Bernal              | Unplaced              |
| 2008 | Agustina Quinteros            | Unplaced              |
| 2009 | Evelyn Lucía Manchón          | Unplaced              |
| 2010 | Mariana Arambarry Mantegazza  | Unplaced              |
| 2011 | Antonella Kruger              | Unplaced              |
| 2012 | Josefina Herrero              | Unplaced              |
| 2013 | Teresa Kuster                 | Unplaced              |
| 2014 | Yoana Don                     | Unplaced              |
| 2015 | Daniela Mirón                 | Unplaced              |
| 2016 | Camila Macias                 | Unplaced              |
| 2016 | Elena Roca                    | DETHRONED             |
| 2017 | TBA                           | TBA                   |

### Đại diện tại Hoa hậu Quốc tế
Trước năm 2007,Á hậu 2 cuộc thi Hoa hậu Argentina đại diện nước nhà tham dự Hoa hậu Quốc tế.Từ năm 2007,được sự đồng ý của tổ chức Hoa hậu Quốc tế liên kết với Hoa hậu Thế giới Argentina lựa chọn đại diện nước nhà tham dự Hoa hậu Quốc tế
| Year | Miss Argentina                   | Notes                |
| 1960 | Slaviska Lazarik                 | Unplaced             |
| 1961 | Alicia Caré                      | Unplaced             |
| 1962 | Maria Victoria Bueno             | 1st Runner up        |
| 1963 | Susana Beatriz Cukar             | Unplaced             |
| 1964 | Viviana Rosa Dellavedova         | Top 15               |
| 1965 | Alicia Raquel Arruabarrena       | Unplaced             |
| 1967 | Mirta Massa                      | Hoa hậu Quốc tế 1967 |
| 1968 | Ana Inés Puiggrós                | Unplaced             |
| 1969 | Graciela Eva Arevalo             | Unplaced             |
| 1970 | Margarita Marta Briese           | 1st Runner up        |
| 1971 | Evelina Scheidl                  | Top 15               |
| 1972 | Adriana Graciela Martin          | Top 15               |
| 1973 | Monica Elena Neu                 | Top 15               |
| 1974 | Norma Nilda Yamaguchi            | Unplaced             |
| 1975 | Patricia Norma Fracciono         | Unplaced             |
| 1976 | Esther Yolanda Fonsec            | Unplaced             |
| 1977 | Susan Heier                      | Unplaced             |
| 1978 | Graciela Riadigos                | Unplaced             |
| 1979 | Ana Maria Soliman                | Unplaced             |
| 1980 | Viviana Teresa Redruello         | Unplaced             |
| 1983 | Patricia Graciela Marisconi Aban | Unplaced             |
| 1986 | Bárbara Laszyc                   | Unplaced             |
| 1987 | Rossana Ranier                   | Unplaced             |
| 1988 | Adriana Almada                   | Unplaced             |
| 1989 | Marcela Laura Bonesi             | Unplaced             |
| 1990 | Vanessa Mirna Razzore Oyola      | Top 12               |
| 1991 | Veronica Marcela Caldi           | Unplaced             |
| 1992 | Gisella Manida Demarchi          | Top 12               |
| 1993 | Nazarena González Almada         | Unplaced             |
| 1994 | Alicia Andrea Ramon              | Unplaced             |
| 1995 | Lorena Andrea Palacios           | Unplaced             |
| 1996 | María Bordon                     | Unplaced             |
| 1997 | Nadia Jimena Cerri               | Unplaced             |
| 1998 | Maria Fernandez Ortiz            | Unplaced             |
| 1999 | Elizabeth Contrard               | Unplaced             |
| 2000 | Natalia Cecilia Dalla Costa      | Unplaced             |
| 2001 | Maria Victoria Branda            | Unplaced             |
| 2003 | Catalina Roullier                | Unplaced             |
| 2007 | Paula Quiroga                    | Unplaced             |
| 2008 | Yesica Di Vincenzo               | Unplaced             |
| 2009 | María Mercedes Viaña             | Unplaced             |
| 2012 | Daiana Incandela                 | Unplaced             |
| 2014 | Josefina Herrero                 | Top 10               |
| 2015 | Helena Zuiani                    | Unplaced             |
| 2016 | Yoana Don                        | Top 15               |
| 2017 | TBA                              | TBA                  |